# Mark Christopher Lawrence
Mark Christopher Lawrence (ur. 22 maja 1964 w Los Angeles, Kalifornia) – amerykański aktor, komik.

## Filmografia
Zagrał w popularnych filmach, takich jak: Terminator 2: Dzień sądu, Planeta małp, Lost Treasure i W pogoni za szczęściem.

## Seriale telewizyjne
Lawrence można obecnie zobaczyć w jego regularnej roli jako „Big Mike” w serii NBC „Chuck”.
Gościł w wielu programach telewizyjnych, zwłaszcza:
- Heroes
- My Name Is Earl
- Crossing Jordan
- Dharma i Greg
- Zwariowany świat Malcolma
- Dotyk anioła
- Seinfeld
- Murphy Brown
- Martin.